# KS Большой Медведицы
KS Большой Медведицы (лат. KS Ursae Majoris) — карликовая новая, двойная катаклизмическая переменная звезда типа SU Большой Медведицы (UGSU) в созвездии Большой Медведицы на расстоянии приблизительно 1202 световых лет (около 369 парсеков) от Солнца. Видимая звёздная величина звезды — от +16,2m до +12,2m.

## Характеристики
Первый компонент — аккрецирующий белый карлик.